# 取代苯乙胺

苯乙胺的結構式

取代苯乙胺（substituted phenethylamines）又称苯乙胺衍生物（phenethylamine derivatives），或简称苯乙胺类（phenethylamines），是以苯乙胺的衍生物組成的有机化合物化学分类。该分类中的化合物可以用取代基来取代苯乙胺核心结构中氢原子來合成。
取代苯乙胺的结构式中都含有苯基，透過二個碳的取代基連接到胺基（R2NH）。因此取代苯乙胺可以用取代基所取代的氫是在苯環、二碳取代基或是胺基，以及各位置的取代基名稱來分類。
許多的取代苯乙胺是精神药物，其药物分类也各有不同。取代苯乙胺的藥物包括中樞神經系統兴奋剂（例如苯丙胺）、致幻剂（例如dl-二甲氧基甲基苯異丙胺，簡稱DOM）、放心藥（例如亞甲基雙氧安非他命，簡稱MDA）、食慾抑制劑（例如芬特明）、鼻粘膜充血消除劑及支气管扩张药（例如左旋甲基苯丙胺及伪麻黄碱）、抗抑郁药（例如安非他酮及苯乙肼）、抗帕金森藥（例如司来吉兰）及血管增壓藥（例如麻黃鹼）等。許多精神药物的藥理學效果主要是透過調節单胺类神经递质系統，不過沒有適用於所有取代苯乙胺的作用机制或生物学靶点。。
很多内源物質，像是激素、单胺类神经递质及許多的痕量胺（例如多巴胺、去甲肾上腺素、肾上腺素、苯乙胺、酪胺、类甲腺质及3-碘类甲腺质）都是取代苯乙胺。許多著名的娛樂性用藥，像是MDMA、甲基苯丙胺及卡西酮，也都是取代苯乙胺。取代安非他命及亚甲二氧基取代苯乙胺都屬於取代苯乙胺。